# Ławka pod Diabłem

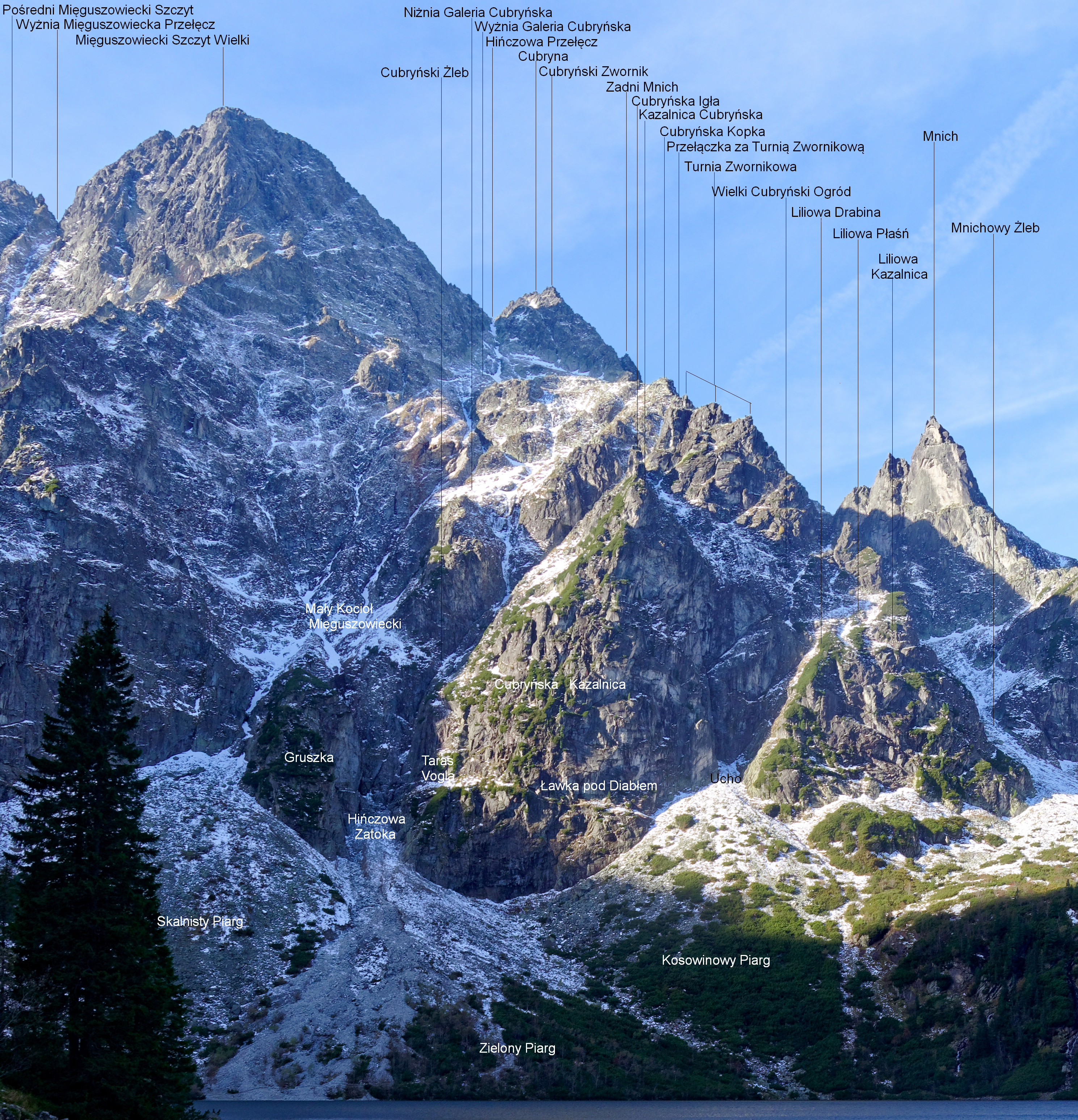

Ławka pod Diabłem (słow. Lávka pod diablom, węg. Ördög alatti pad) – zachód w masywie Cubryny nad Morskim Okiem w polskich Tatrach Wysokich. Znajduje się w dolnej części północno-wschodniej ściany wschodniego filara Turni Zwornikowej, nad Zielonym Piargiem. Wraz z tarasem Vogla oddziela ona dolną część ściany nad piargiem (Półksiężyc), od górnej części ściany. Ławka pod Diabłem i Taras Vogla umożliwiają względnie łatwe przemieszczanie się w poprzek ściany, trudniejszy jest jedynie niewielki odcinek między nimi. Jest to wąska i silnie nachylona, a miejscami eksponowana półka. Po prawej stronie ławka pod Diabłem dochodzi do najwyższej części Kosowinowego Piargu, nieco poniżej Ucha.
Nazwa pochodzi od wznoszącego się nad zachodem przewieszonego fragmentu ściany, przez taterników nazwanego Diabłem. Ma ona długość 25 m, wysokość 12 m i na jej lewej części jest czarny zaciek, który taternikom skojarzył się z diabłem.
Przez Ławkę pod Diabłem przechodzi wiele dróg wspinaczkowych w Cubryńskiej Kazalnicy.